# Ossineke
Ossineke é uma Região censo-designada localizada no estado americano de Michigan, no Condado de Alpena.

## Demografia
Segundo o censo americano de 2000, a sua população era de 1059 habitantes.

## Geografia
De acordo com o United States Census Bureau tem uma área de
9,5 km², dos quais 9,5 km² cobertos por terra e 0,0 km² cobertos por água. Ossineke localiza-se a aproximadamente 199 m acima do nível do mar.

## Localidades na vizinhança
O diagrama seguinte representa as localidades num raio de 32 km ao redor de Ossineke.